# 杉山清贵
杉山清贵（日语：／ Sugiyama Kiyotaka，1959年7月17日—）是日本的创作歌手，作曲家，乐队Omega Tribe的第一代主唱歌手。

## 经历
- 在Omega Tribe结成前，参加乐队在第19届雅马哈流行乐大会（日语：ヤマハポピュラーソングコンテスト）中出场并获奖，当时因认为自身原创乐曲的完成度不高而拒绝了出道。之后在事务所社长藤田浩一（日语：藤田浩一）“由专业作曲家提供乐曲”作为出道条件的提示下，接受了这一条件并把乐队名改为杉山清贵&Omega Tribe，于1983年以《SUMMER SUSPICION（日语：SUMMER SUSPICION）》一曲出道[1]。
- 1985年，杉山清贵&Omega Tribe解散。1986年5月，杉山本人以《告别之海（日语：さよならのオーシャン）》一曲单人出道，销量达20万枚。
- 兴趣是趴板冲浪（英语：Bodyboarding），并以夏威夷为第二据点活动。在1987年出版的随笔集《ANOTHER STORY》中回忆了从对音乐感兴趣到Omega Tribe时期再到单人出道的经历[2]。
  - 少年时代受到披头士的影响很深。小学四年级时在广播中听到《昨日》，开始对摇滚乐产生兴趣，买了披头士的所有唱片。披头士中最崇拜的是乔治·哈里森。虽然十分向往哈里森的Fender Stratocaster吉他，但进入中学时买的第一把吉他是民谣吉他，是因为同时也认真欣赏井上阳水和吉田拓郎的音乐。
  - 高中时沉迷美国摇滚，并参与了模仿山塔那合唱团的乐队[2]。
  - 此后，倾倒于R&B和蓝调，希望像奥蒂斯·雷丁一样歌唱但由于自身音色过于清亮，所以通过大量饮酒和吸烟来试图使声音变得沙哑，但很快又会变成原来的声音[2]。
  - 在时代，主要模仿杜比兄弟。
- 是漫画《湘南爆走族》的爱好者，并多次表示“想为湘爆制作音乐”。1988年，为《湘南暴走族》OVA制作了主题曲[2]。
- 在刚刚出道时的演出中并不佩戴墨镜，但不久后就经常以墨镜形象露面。原因是刚刚出道后不久的某次演出前因为饮酒过量而脸部浮肿，为了掩盖而戴上了墨镜，但得到了来自歌迷的一致好评而一直持续。但应一部分歌迷的要求，节目中也会摘下墨镜演唱。